# 文森特與博士
〈文森特與博士〉（英語：Vincent and the Doctor）是英國科幻電視劇《神秘博士》系列5的第10集，在2010年6月5日於英國廣播公司第一台首播。本集的編劇是李察·寇蒂斯，導演是喬尼·坎貝爾，另有比·乃爾未署名的客串演出。
出於對文森特·梵高一幅畫作中怪物的好奇，外星時間旅行者博士（馬特·史密斯飾）與搭檔艾米·邦德（凯伦·吉兰飾）回到過去見梵高（托尼·库兰飾），發現普罗旺斯省被一種稱作Krafayis的隱形怪物困擾，而這種怪物只有梵高能看見。博士、艾米和梵高合作戰勝了Krafayis，他們把梵高帶到未來，以讓他了解未來世界對自己的成就的認同。最後艾米認識到，並不是所有的時間都可以被重寫，一些悲劇是博士也挽救不了的。
梵高在世時，不知道自己會聞名。受這一事實的啟發，寇蒂斯有了寫這集故事的想法。他在完成劇本後，向劇組徵求意見，並進行多次修改。寇蒂斯想真實地描寫梵高，而不是殘酷地嘲笑他的瘋狂。本集在克罗地亚特罗吉尔拍攝，並依照梵高的畫作進行了多處佈景。本集在英國廣播公司第一台和高清台播出時，有676萬名觀眾收看。對本集的評價多樣，從極為正面到極為負面的都有。本集的煽情部分很具爭議，普遍的評價是，Krafayis不是一個可怕的怪物，而库兰把梵高表演得很棒。

## 情節

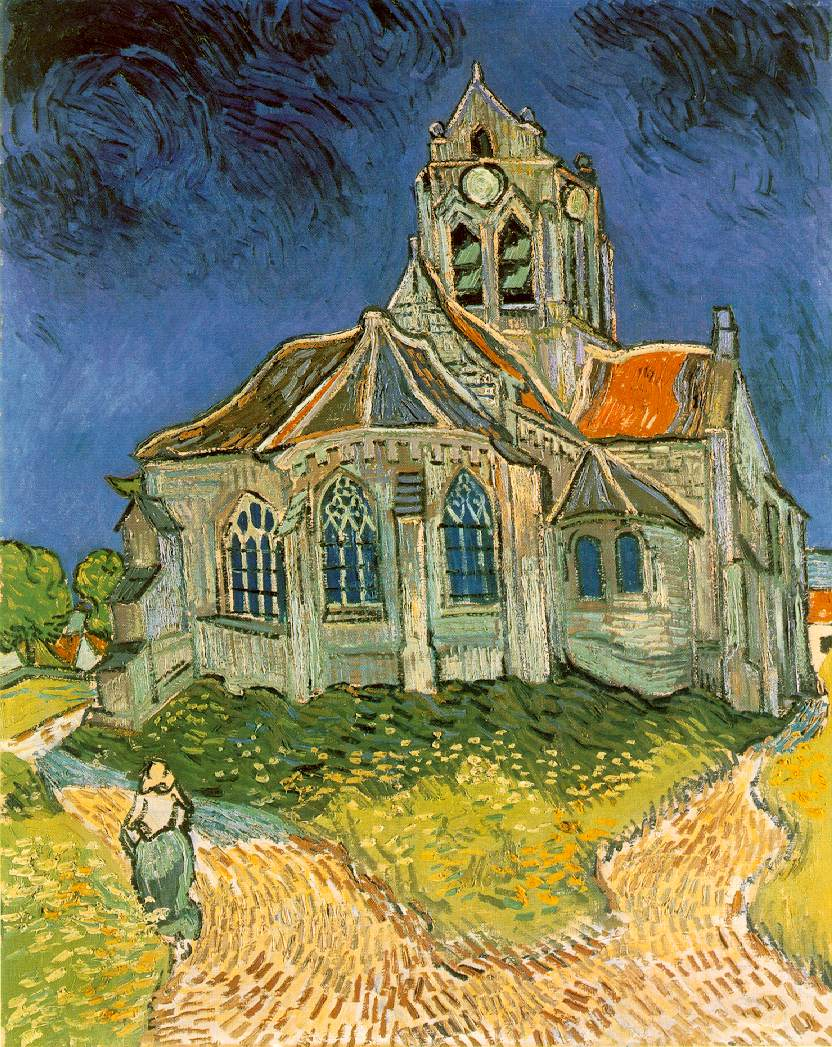
《奧維爾教堂》，Krafayis出現的地方。

博士帶艾米來到了巴黎的奥赛博物馆，觀賞后印象派畫家文森特·梵高的作品。博士在畫作《奧維爾教堂》中看到近似外星人的形象，決定回到梵高畫這幅畫的時候。1890年，他們在阿爾勒的一家咖啡館找到了梵高，發現他是一個孤獨而且臭名昭著的人。文森特發現，艾米有一絲自己沒有注意到的悲傷，於是對艾米敞開心扉。他們發現，最近被謀殺的人，都像被某種牲畜攻擊過，村民將此責怪到文森特身上，博士和艾米決定幫助他。
當晚，在文森特的家裡，文森特向博士和艾米坦白，人們不認可他的作品，但因為他相信宇宙中充滿奇蹟，因此堅持繪畫。艾米被只有文森特能看到的隱形怪獸襲擊。文森特畫下了怪物，博士識別它為Krafayis，一種成群獵食的猛獸，可能是被遺棄在地球上。知道猛獸將在梵高畫教堂時出現，博士與艾米決定在離開前與梵高一起去教堂。得知他們即將離開的消息，文森特心煩意亂，躺在床上不肯動身。抱怨道，每個人最後都會離開他。博士和艾米獨自去捉猛獸，這時文森特又決定跟他們去。文森特說“艾米能做的事，文森特·梵高也能做”。
文森特開始畫教堂，馬上看到了裡面的猛獸。博士獨自進入教堂與猛獸搏鬥，要求艾米在外面等著，但文森特和艾米後來都進入了教堂幫助博士。文森特得以拯救博士和艾米，他們躲在忏悔室裡，描述猛獸的行動；博士從文森特的描述中迅速發現那隻猛獸是瞎的，可能是因此被遺棄。文森特在猛獸攻擊自己時用畫架刺穿了猛獸的肺。文森特為猛獸的死感到自責，博士安慰了快要斷氣的猛獸。猛獸死後，三人回到教堂外，文森特描繪了他想像的星夜：深藍、包裹着空氣的漩渦。
第二天，博士和艾米準備離開。文森特希望艾米如果想離開博士，就與他結婚。當文森特回家時，博士展示給他了些東西：博士和艾米用TARDIS把文森特帶到現代的奥赛博物馆梵高展覽館。文森特被展品震驚，當解說員布萊克博士（比·乃爾飾）描述梵高是“歷史上最好的畫家”和“歷史上最傑出的人之一”時，文森特十分激動。高潮過後，梵高被送回過去，與博士和艾米做最後的告別。博士和艾米回到現代，艾米以為能看到更多文森特的畫作，但發現文森特仍然在37歲時自殺了。博士解釋道，生活是好事和壞事的結合，他們與文森特短暫的接觸不能糾正太多錯誤，但仍對他的生命做了一些好事。證據就在陳列的文森特畫作中：《奧維爾教堂》中沒有了怪物，《向日葵》中出現了題字：“獻給艾米”。

### 前後聯繫
第一任和第二任博士的照片出現在了博士的鏡子裝置上，之後從TARDIS打字机印出。艾米評論了博士最近帶她去的地方，包括“世外桃源”。在第二季《末日》一集中，曾提到世外桃源瀑布是時間戰爭的關鍵一點。這集發生在上集艾米未婚夫羅里·威廉姆斯的死之後，由於宇宙中的裂縫將他抹去，這集中艾米不記得未婚夫了。梵高可以感知到艾米對未婚夫死去的悲傷，後來博士不小心稱文森特和艾米為“艾米和羅里”。艾米對梵高沒能作出“新畫作”感到悲傷，但在後面《潘多拉魔盒開啟》一集片头前的冷开场（cold open）中，梵高新畫了一幅畫。

## 製作

### 創作
1999年，編劇李察·寇蒂斯曾是《致命死亡詛咒》的執行製作人，這是一个惡搞《神秘博士》的節目是為《喜劇救濟》製作的，編劇是現在的首席編劇史蒂芬·莫法特。由於這個經歷，莫法特邀請寇蒂斯寫一集《神秘博士》。寇蒂斯喜歡《神秘博士》中關於歷史的故事，同意寫一集。他已經有了“很長一段時間”梵高這個點子，他尤其對梵高不知道自己會聞名的這個事實，以及他鼓舞人心的故事感興趣。寇蒂斯也對抑鬱症和抑鬱症的影響感興趣。他想表達，雖然博士可以重寫時間，但由於梵高的“奇才”（demons），這是他不能重寫的。魔法特對這個故事“充滿熱情”。
寇蒂斯要求魔法特批評故事中的“任何和一切”，說自己的要求很誠懇。执行制作人皮尔斯·温格和導演喬尼·坎貝爾也參與修改了劇本。魔法特告訴寇蒂斯，“開始時要快些”，博士與文森特的會面會“無聊”，需要一些“可愛的”東西，像寇蒂斯在寫電影时做到的。他發現，寇蒂斯把博士說的話寫得太多了，建議他觀看一些先前的故事，“他說話其實更有效率”。寇蒂斯喜歡這個過程，評論道，和獨自工作相比，與別人一起工作“有意思”。在參加全體演員對台詞之後，寇蒂斯進行了更多修改。他評論道為他們這些“令人愉快、時髦、令人放鬆”的演員寫劇本很容易。寇蒂斯的原始標題是“可以看到黑暗的眼睛”，但被否決了。
寇蒂斯寫《神秘博士》是因為他認為，那會“令我的孩子喜愛”。當寇蒂斯寫《文森特與博士》時，將梵高的畫作掛在屋子裡，還有提示情節的索引卡板。他的孩子幫他想了一些主意。吉蘭評論道，本集有不同的風格和方式，更加由人物推动。儘管他對梵高的了解“很多”，仍閱讀了200頁的梵高傳記，這比他在別的項目中花費經歷的更多；他認真對待梵高。就像這樣，他想“真誠而不殘忍”地對待梵高，且關於梵高廣為人知的一隻耳，他拒絕寫任何笑話。他寫了其他的幽默，因為他習慣“讓事情有趣”。

### 選角和拍攝

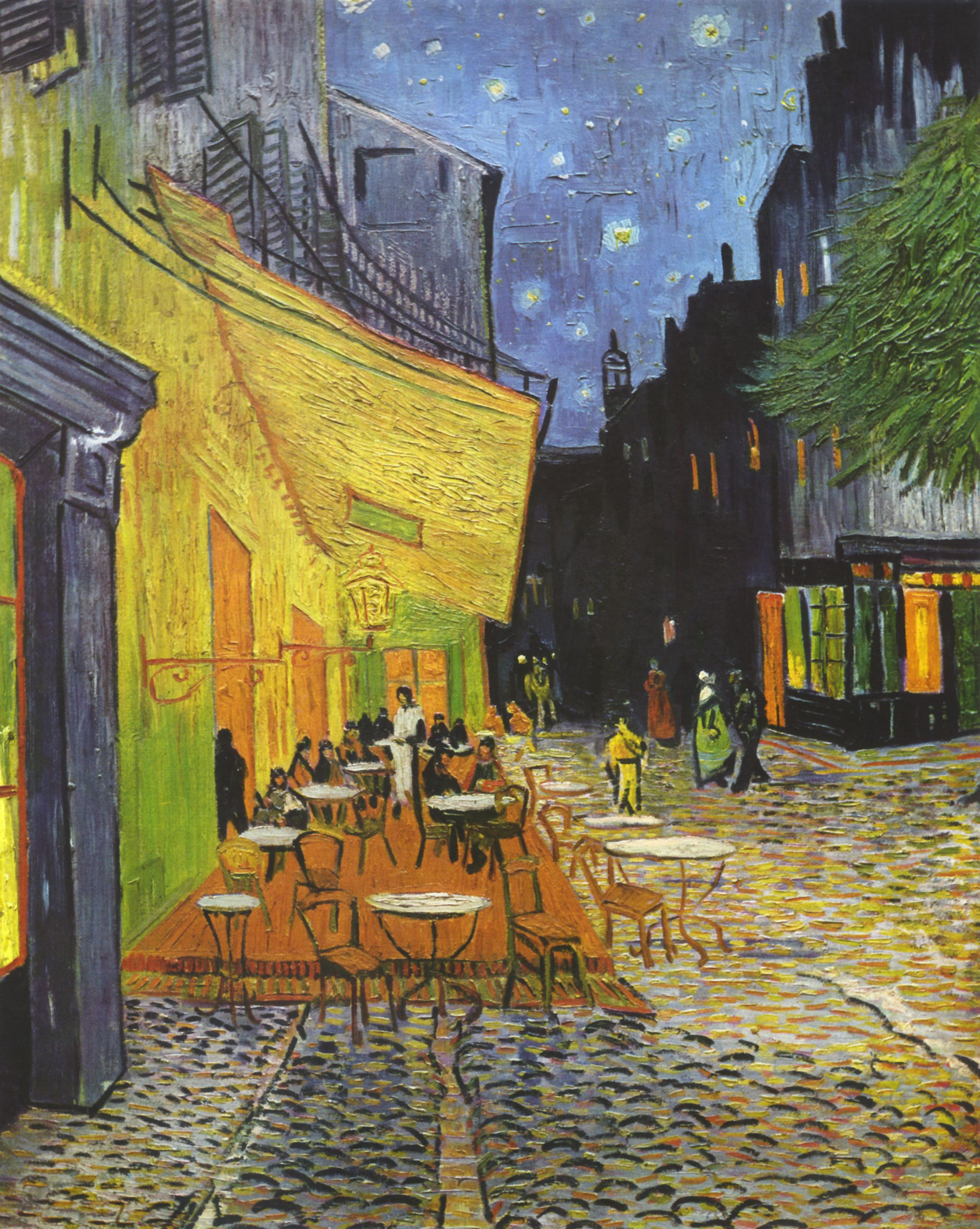
藝術部按這幅《夜晚露天咖啡座》在特羅吉爾佈景。

寇蒂斯說，演梵高的演員一定要認真挑選，他想讓觀眾感覺自己是梵高，而不是感覺“一個演過很多節目的傢伙，帶個假橙髮”。托尼·库兰最終飾演了梵高， 寇蒂斯稱他是一位“很棒的演員”，“長得不能更像”梵高。库兰、史密斯和吉蘭設法互相熟悉，吉蘭希望能在節目中心靈互通。未在片尾署名的比·乃爾飾演了奧賽博物館中關於梵高的專家，布萊克博士。當節目恢復播出時，乃爾曾被考慮飾演第九任博士。坎貝爾說，能讓乃爾飾演這個角色“十分幸運”，據信他能引起觀眾的注意。觀眾需要對這個角色十分注意，因為他講述的史實在故事中十分重要。
普羅旺斯省的場景在克羅埃西亞特羅吉爾拍攝，本集與《威尼斯的吸血鬼》為同一製作部分。在《威尼斯的吸血鬼》一集里，特羅吉爾被描繪成16世紀的威尼斯。拍攝在2009年11月進行。奧賽博物館室內場景是在威爾斯國家博物館裡複製的。一些場景是參照梵谷的畫作布置的，比如梵高的臥室。博士與艾米第一次遇到梵高的咖啡館，是效仿畫作《夜晚露天咖啡座》佈置的。尋找合適的建築是對藝術部的一項挑戰，他們為此找遍了克羅埃西亞。他們找到了合適的房屋後，架起了遮蓬，更換了窗戶，加上了平台和桌椅。節目最後播放的歌曲是英國搖滾樂隊體育健將的《機會》（Chances）。

## 播出與反應
《文森特與博士》2010年6月5日於聯合王國的BBC第一台首播，同時在BBC高清台播出。當晚，500萬觀眾收看了節目，它是當日收視率第二高，BBC第一台最高的節目。最終的收視人數為676萬，其中629萬人在BBC第一台收看，另外47萬人在BBC高清台收看。是第一台收看人數最高，高清台第二高的節目。它的欣赏指数評分為86，被認為“很好”。
原始播出後，觀眾被提供了熱線電話，詢問關於本節目的問題。《每日镜报》的苏·卡罗尔諷刺說：大多數人“只會因被梵高的蘇格蘭口音困擾而打電話。”2010年9月6日，DVD和藍光版本的《文森特與博士》與後三集一起在区域2發行。在2010年11月8日，在完整第五季中發行。

### 評論
對本集的評論多樣。《SFX雜誌》的戴夫·高德給本集打5分滿分，稱它是“《神秘博士》真正神奇的一集，喜歡它的氣氛，...也充滿魅力”。约翰·摩尔在Den of Geek網站上也正面評價這集，認為本集是“對生命的肯定”，但他批評了故事的部分元素。他認為結尾部分“完全沒用，但絕對藝術”。Metro上的基思·沃森對“梵高世界令人印象深刻的想像”感到驚訝，稱讚了寇蒂斯寫的幽默。他也稱讚表演梵高的库兰，以及製作人們“圓滿克服”了表現梵高抑鬱症的重重困難。《衛報》的马克·劳森稱讚本集“格外地好”，“恐怖且有趣，還有教育意義”，注意到本集節目“史實精確”以及“有意思的藝術笑話”，然而德博拉·奥尔寫道，“ 雖然是流行的時間旅行主題，但把它寫成催人淚下的故事很難” ，而且“李察·寇蒂斯使我漸漸流出的對生命肯定，幸福的淚水不是新的，一点都不是”。
在主流媒體中，《獨立報》的汤姆·萨特克利夫稱讚本集“別具匠心，且十分深刻”，但他覺得節目可增加些可使它更具內涵的情節。他觉得Krafayis的情节是“冷酷無情”的。《衛報》的山姆·沃拉斯顿喜歡本集，認為寇蒂斯寫的對話“詼諧聰明”，而且本集觸動了他：剧中一部分对于人心善的一面、美好的一面的描写感性地几乎有些过于甜腻、过于夸张了，但是即使观众知道这不真实，仍然会被逼哭。影音俱樂部的基思·菲普斯給本集評分B-，認為本集“不是很通”，而且被梵高的口音折磨。IGN的马特·威尔士也給了混合的評價，10分中給了7.5分。他認為本集中，“库兰和吉蘭的演出表現出了真實的艾米·邦德”，但覺得史密斯演的不如往常好。他覺得Krafayis的隱喻是個“好主意”，但此怪物不可怕。他認為煽情的結尾是“自作多情”的。
在《衛報》電影博客中，彼得·布拉德肖評論道，“《文森特與博士》是“極為聰明、有趣、超現實情節的瘋狂使它成為令人喜愛的一集”。他稱讚了“不可錯過的寇蒂斯對白”，“這種有噱头的動人結局只有李察·寇蒂斯才能寫出”。《衛報》上《神秘博士》評論博客專欄的丹·马丁不那麼肯定本集，寫道“主要問題是，這集不太像《神秘博士》故事”，如果“刪除怪物情節”故事會更好。他也批評劇本，“過多武器級的多愁善感”，而且“提出完成不了的可能”，怪物“寫完後加的東西，不令人害怕”。而他稱讚了库兰的“精彩演出”, 以及本集對抑鬱症的治療。總結道，他總體上喜歡本集。
《每日电讯报》的加文·富勒給予了最負面的評價之一，他批評本集“沒意思、不合邏輯、虎頭蛇尾”。他認為本集與第三季《勇救莎翁》相比，本集缺少“主線”，沒有敘述梵高能看到隱形怪物的原因是“嚴重的情節漏洞”，認為Krafayis是“此節目悠久歷史中最傻的怪物”。他也批評了史密斯對博士的扮演，并認為梵高在去現代後仍然自殺是“荒謬的”。但他稱讚了“博士關於好事和壞事的訓誡”（但《衛報》的山姆·沃拉斯顿批評了這段言論），以及對寇蒂斯“避免把博士寫成他愛情喜劇電影中休·格兰特的性格”。總結道，“無論博士怎麼做，最後都會以失望透頂為結局”。

### 獎項與提名
在2010年星雲獎中，《文森特與博士》入选布拉德伯里獎傑出戲劇呈現獎提名；在2011年的雨果獎中，本集入选最佳戲劇呈現（短片）獎。但都輸了：布拉德伯里獎輸給了電影《盜夢空間》，雨果獎輸給了本節目第五季的最後兩集《潘多拉魔盒開啟》/《大爆炸》。庫蘭與史密斯都在加拿大的星座獎中被提名為最佳演員，寇蒂斯的劇本被提名為最佳劇本；庫蘭獲得了10%的投票，得了第六名，寇蒂斯得了第二名，以百分之一投票的差距輸給了《盜夢空間》的編劇克里斯多福·諾蘭。

## 外部連結
- TARDIS Data Core上的相关条目： 文森特與博士
- "文森特與博士" 在 BBC《異世奇人》的主頁
- 互联网电影数据库上文森特與博士的资料（英文）
- "文森特與博士" 在 異世奇人: 時間（旅行）簡史
- "文森特與博士" 在 異世奇人參考導覽

### 評論
- "文森特與博士"  評論 在異世奇人評分導覽